# 막탄 전투
막탄 전투(Battle of Mactan)는 1521년 4월 27일 세부의 막탄섬에서 마젤란이 이끄는 스페인군과 라푸라푸가 이끄는 원주민들 사이에 벌어진 전투이다. 막탄섬의 원주민 지도자 라푸라푸는 페르디난드 마젤란이 이끄는 라자 후마본의 군대에 대항해서 싸웠다. 이 전투에서 마젤란이 전사했다.

## 배경
1521년 3월 16일, 마젤란은 말라카 제도로 향하는 서진 항로를 찾기 위한 임무로 현재의 마사르 산맥을 관찰하고 있었다. 이 사건은 군도에 유럽인이 도착한 최초의 사건이었다. 다은 날, 마젤란은 호모논섬의 해안에 병사들에 배를 정박하라고 명령을 내렸다.
그곳에서 마젤란은 라자 쿨람부와 이후 세부로 안내해 준 리마사와 부족의 추장이었던 라자 시아구와 친교를 다졌다. 그들 부부는 가톨릭으로 개종을 하고 이름을 스페인 국왕(카를 5세)을 기념하여 카롤로스와 왕의 어머니의 이름인 후아나로 바꿨다. 이 사건을 기념하기 위해, 마젤란은 후아나에게 새로운 동맹의 기념으로 아기 예수 상인 산토 니뇨를 주었다.
마젤란이 라자 후마본에게 끼친 영향의 결과로 주변 부족의 추장들에게 스페인 상선에 대한 보급과 종교를 기독교로 개종하라는 명령을 내렸다. 대부분의 추장들은 그 명령에 복종을 했다. 그러나, 막탄섬의 두 실력자 중 한명이었던 다투 라푸라푸는 반대를 했던 유일한 인물이었다. 라푸라푸는 이 문제에 대한 라자 후마본의 권위를 거부했다. 이 거부는 이후 마젤란의 연대기를 쓴 안토니오 피가페타가 쓴 것처럼 막대한 영향을 끼쳤다.
| “ | 4월 21일 금요일, 막탄섬의 두 번째 실력자 줄라는 염소 두 마리를 선장에게 바치기 위해 자신의 아들을 보냈다. 그리고 그는 제공하기로 약속한 모든 것을 보낼 것이지만, 스페인 왕에게 복종을 거부한 라푸라푸 추장 때문에 그것을 보낼 수 없다고 말했다. | ” |

라자 후마본과 다투 줄라는 마젤란에게 가서 라푸라푸 추장이 명령에 따르도록 본 때를 보여주라고 제안했다. 마젤란도 이것을 현재의 우호를 다지고, 비사야 지역의 통치를 강화할 수 있는 좋은 기회라고 보았고, 라푸라푸 반란군을 진압하는데 도움을 주기로 했다.

## 전투
이탈리아 사학자 안토니오 피가페타가 남긴 문서에 의하면, 마젤란은 라푸라푸에게 무력을 행사하기 전 라자 후마본의 명령을 설득하려고 시도했다고 한다.
| “ | 자정에, 우리들 60명은 갑옷으로 무장하고, 개종한 왕과 왕자와, 추장 몇 사람, 그리고 이삼십 척의 필리핀 배에 탔다. 우리는 막탄섬에 날이 밝기 세 시간 전에 도착했다. 선장은 당시는 싸우고 싶어하지 않았지만, “그들이 스페인왕에게 복종하고, 기독교인 왕을 통치자로 인정하고, 공물을 바친다면, 친구가 될 수 있을 것이다. 그렇지 않으면, 우리의 창이 얼마나 날카로운 지 경험하게 될 것이다”라는 취지로 원주민에게 편지를 보냈다. 라푸라푸 측은 우리가 창을 가지고 있다면, 자신들도 불로 달군 죽창과 목창을 가지고 가지고 있다고 응답했다. 또한 그들이 말하기를 우리가 그들을 찾도록 유인할 것이다. 왜냐하면 우리가 집 사이에 빠져 죽으라고 창을 박아 넣은 구멍을 파놓았다고 말했다. | ” |

피가페타는 마젤란이 검, 도끼, 방패, 크로스보우, 그리고 총으로 무장한 49명의 병사를 파견한 방법과 4월 28일 아침에 막탄으로 항해한 방법을 쓰고 있다. 많은 기독교로 개종한 원주민 전사들도 마젤란 일행을 돕기 위해 파견되었다. 필리핀 사학자들은 쓰고 있다. 해안 근처의 돌출된 암석과 산호 때문에, 스페인 병사들은 막탄에 상륙할 수 없었다는 점을 주목했다. 그들이 해변에서 멀찍이 떨어져 배를 대었기 때문에, 마젤란은 라푸라푸를 압도할만한 함포선을 가지고 오지 못했으며, 그들은 1500명 이상의 병력이었다.
| “ | 자정에, 우리들 60명은 갑옷으로 무장하고, 개종한 왕과 왕자와, 추장 몇 사람, 그리고 이삼십 대의 필리핀 보트에 탔다. 우리는 막탄섬에 날이 밝기 세 시간 전에 도착했다. 선장은 당시는 싸우고 싶어하지 않았지만, “그들이 스페인왕에게 복종하고, 기독교인 왕을 통치자로 인정하고, 공물을 바친다면, 친구가 될 수 있을 것이다. 그렇지 않으면, 우리의 창이 얼마나 날카로운 지 경험하게 될 것이다”라는 취지로 원주민에게 편지를 보냈다. 라푸라푸 측은 우리가 창을 가지고 있다면, 자신들도 불로 달군 죽창과 목창을 가지고 가지고 있다고 응답했다. 또한 그들이 말하기를 우리가 그들을 찾도록 유인할 것이다. 왜냐하면 우리가 집 사이에 빠져 죽으라고 창을 박아 넣은 구멍을 파놓았다고 말했다. | ” |

피가페타는 마젤란이 검, 도끼, 방패, 크로스보우, 그리고 총으로 무장한 49명의 병사를 파견한 방법과 4월 28일 아침에 막탄으로 항해한 방법을 쓰고 있다. 많은 기독교로 개종한 원주민 전사들도 원조를 위해 파견되었다. 필리핀 사학자들은 쓰고 있다. 해안 근처의 돌출된 암석과 산호 때문에, 스페인 병사들은 막탄에 상륙할 수 없었다는 점을 주목했다. 그들이 해변에서 멀찍이 떨어져 배를 대었기 때문에, 마젤란은 라푸라푸를 압도할만한 함포선을 가지고 오지 못했으며, 그들은 1500명 이상의 병력이었다.
| “ | 아침이 되었을 때, 우리 중 49명은 허벅지까지 차오른 물로 해변에 도달하기 전에 크로스보우를 두 번 이상을 날아갈 거리를 걸었다. 보트는 물 속에 있는 바위로 더 이상 가까이 댈 수 없었다. 다른 사람들은 보트를 보호하기 위해 뒤에 남았다. 우리가 육지에 도착했을 때, 원주민들은 150명 이상의 수로 3열을 형성하고 있었다. 그들이 우리를 보았을 때, 귀가 찢어질 듯한 큰 소리를 지르며 돌격해 왔다. 머스킷 병과 크로스보우 병은 멀리서 약 30분 동안을 사격을 했지만, 쓸모없이 .... | ” |

머스킷 병들은 겨낭을 하기엔 너무 멀었고, 원주민들이 있는 사거리의 절반 밖에 미치지 못했다.

## 1521년 마젤란의 죽음
마젤란과 병사들은 당시 불아이아에 있는 몇 채의 집을 불태움으로써 겁을 주려 내쫓으려 했다. 원주민들은 화살비를 쏟아 부음으로써 그들을 놀라게 하였지만, 스페인군의 방패와 철갑에는 피해를 입히지 못했다.
| “ | 마젤란이 그들의 집을 불태워서 겁을 주려고 군사 몇을 보냈다는 것을 알았다. 그들이 집이 불타오르는 것을 보았을 때, 그들의 분노는 한층 거세졌다. 군사 몇 이 집 근처에서 당했지만, 20~30채의 집을 불태웠다. 그것들이 우리를 향해 비처럼 쏟아져 내려서, 선장은 오른쪽 다리에 독화살을 관통 당했다. 그런 상황에 선장은 우리에게 정면 승부 명령을 내렸다. 그러나 선장과 함께 남은 우리들 중 15명에 10명 정도를 제외하고, 병사들은 도망을 쳤다. 원주민들은 단지 우리 다리만 노렸다. 왜냐하면 그쪽은 무장되어있지 않았으며, 우리를 노리는 많은 것들이 창과 돌이어서, 우리는 속수무책이었다. 배에 실린 대포는 너무 멀리 있었기 때문에 도움을 줄 수가 없었다. | ” |

원주민들이 그 위치에서 공격을 해왔을 때, 마젤란은 병사들에게 라이플과 크로스보우를 발사하라고 명령을 내렸지만 잠깐 동안만 이었다. 탄약이 떨어져서, 병사들은 검과 도끼로 바꾸어 선장과 함께 싸웠다. 적어도 10명의 스페인 제국군이 전사를 하고 다른 이들은 후퇴를 했다.
많은 전사들이 마젤란을 노리고 공격을 했다. 발악을 하다가, 마젤란은 팔에 창상을 당했으며, 다리는 검상을 입었다. 그의 옆에 서 있던 이들은 쉽게 제압당하여 죽었으며, 그를 도우려던 다른 병사들은 창이나 검을 맞았다. 승기를 잡은 라푸라푸 군은 결국 마젤란을 압도하면서, 결국 죽였다. 피가페타와 다른 동료들은 간신히 도주를 할 수 있었다.
| “ | 선장을 알아보고서 많은 원주민들이 선장에게 달려들었다. 그들은 그의 투구를 쳐서 벗기고, 그의 머리를 두 번 ... 인디언들은 죽창으로 선장의 얼굴을 노렸지만, 곧바로 선장은 그 창을 빼앗아 인디언의 몸 속에 박았다. 그런 다음, 손으로 칼을 빼내려고 했지만, 팔에 창상을 당했기 때문에 절반만 꺼낼 수 있었다. 원주민들이 그런 상황을 보자, 모두 선장에게 달려들었다. 원주민 중 한 명이 선장의 왼쪽 다리에 참마도처럼 생긴 큰 칼로 부상을 입혔다. 그들은 쇠창과 죽창 그리고 참마도를 휘두르며 그에게 달려들었고, 이것으로 선장은 꺼꾸러질 수밖에 없었다. 그들은 우리의 거울, 우리의 빛, 우리의 안락, 그리고 진실한 안내자인 선장이 죽을 때까지 찌르고, 내리쳤다. 그들이 그에게 부상을 입혔을 때, 그는 우리가 보트에 모두 탔는지를 계속 돌아보았다. 그렇게 그가 죽어나가는 것을 보고, 부상을 입고, 보트로 후퇴하는 우리가 할 수 있는 최선은 그저 후퇴하는 것이었고, 이미 후퇴를 하고 있는 중 ... | ” |

피가페타의 증언에 따르면, 마젤란의 여러 부하들이 전투에서 전사를 했고, 도와주기 위해 온 기독교로 개종한 많은 원주민들도 그 전사들에게 죽임을 당했다.
마젤란의 동맹인 라자 후마본과 줄루 추장은 마젤란의 만류로 그 전투에 참가하지 않았다고 전해진다. 그리고 그들은 멀리서 지켜만 보았다.

### 그후
마젤란의 시체가 전사들에 의해 수습되었을 때, 후마본은 마젤란과 선원들의 시체를 돌려달라고 명령했고, 그렇게 한다면 원하는 만큼의 재물을 주겠다고 했다. 그러나 라푸라푸는 거절했다.
그 전투에서 살아남은 스페인 제국군 중 일부와 세부로 돌아온 이들은 후마본이 베푸는 연회에서 독살당했다. 후안 세바스티안 엘카노는 마젤란의 뒤를 이어 탐사대의 사령관이 되었다. 그리고 그는 후마본의 배신을 알고, 즉각 출발 명령을 내렸다. 엘카노와 선원들은 서쪽으로 항해를 하여, 최초의 세계일주를 마치고 1522년 스페인으로 귀환했다.

## 필리핀 문화에서

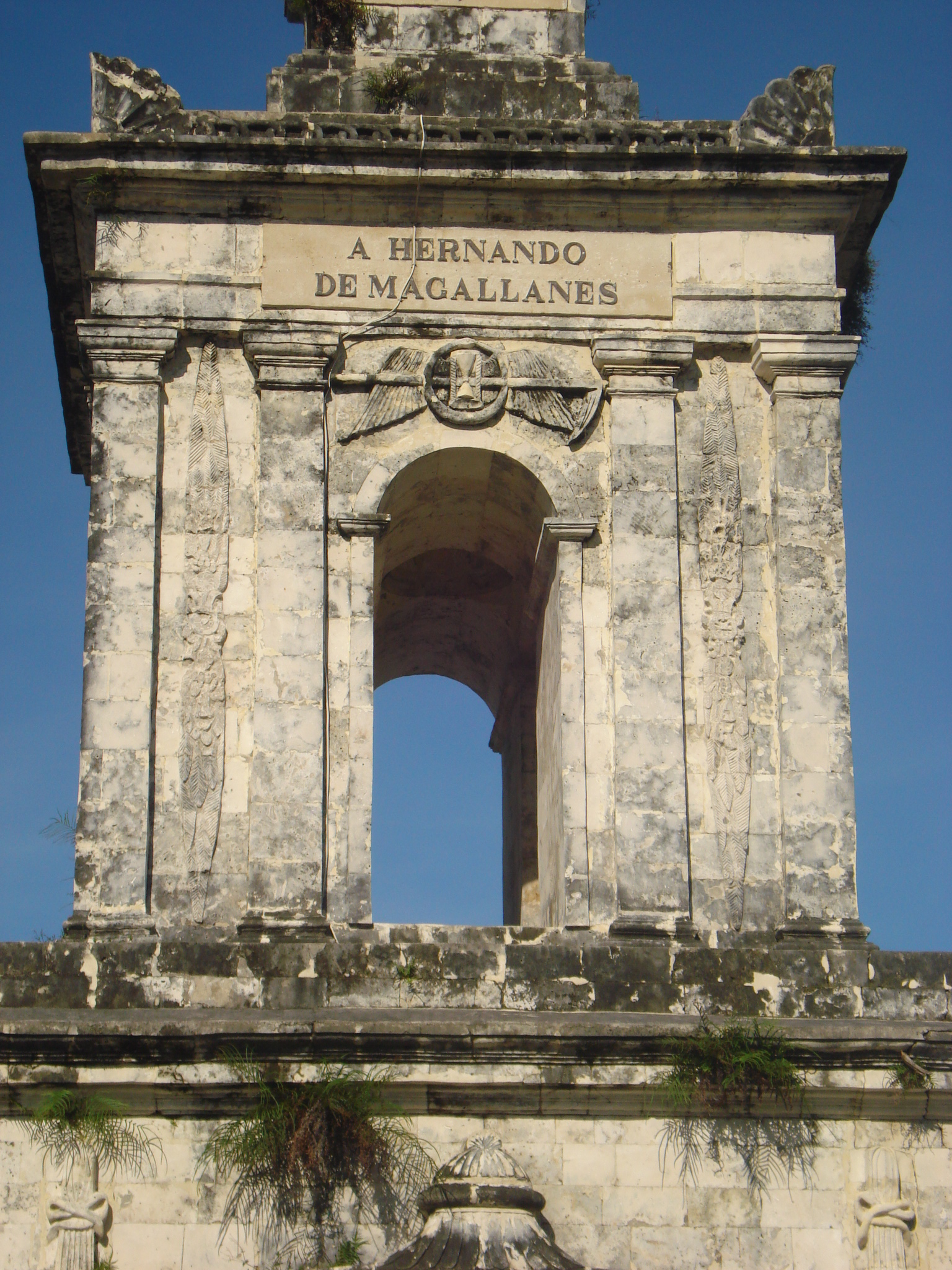
스페인인들에 의해 지어진 마젤란 사당

오늘날, 라푸라푸는 최초로 외세에 저항한 ‘국민적 영웅’으로 소급되어 존경을 받는다. 비록 당시에는 필리핀섬이 존재하지도, 그런 이름이 붙지도 않았었지만, 필리핀 사람들은 그렇게 상상을 한다. 실제로 ‘막탄 전투’를 외세에 저항한 전투로 보는 것은 역사적으로 부정확하다고 볼 수 있다. 왜냐하면, 마젤란의 군대는 (개종 강요를 제외하고는)당시 세부의 추장 라자 후마본의 이익을 옹호하여 싸웠기 때문이다. 막탄 전투는 사실 스페인의 도착 이전에도 이 군도에 흔했던 많은 종족 전쟁 중 하나였을 뿐이다. 다른 점이 있다면, 유럽 병력이 추가되어 한 쪽 편을 들다가 졌다는 요소 하나 뿐이었다.
라푸라푸는 많은 기념물로 기억된다. 막탄섬과 세부주의 의사당에 있는 동상이나, 그의 이름을 딴 시나, 현지의 다양한 종류의 붉은 농어 이름이나, 카팜팡간족 배우겸 정치인인 리토 라피드는 〈라푸라푸〉라는 제목의 영화에 주연으로 출연하였고, 노블티송 가수 요요이 비야메도 ‘막탄섬 전투’의 이야기를 재미있게 변형한 가사로 ‘마젤란’이라는 제목의 대중가요를 썼다.
막탄섬에는 기념일에 전투를 재현하는 막탄 사당이라고 불리는 곳이 있다. 라푸라푸 상이 옆에서 있는 그 사당에, 스페인 식민지 당국이 마젤란을 기념하여 세운 마젤란 사당이라는 오벨리스크가 있다. 이곳은 미군의 필리핀 점령 직후에 손상되었다.
마젤란도 일반적으로 필리핀에 기독교를 가져 온 인물로, 세부에 아기 예수상 산토 니뇨를 가지온 인물로 기념된다. 마젤란의 십자가와 전술한 마젤란 사당도 세부시와 막탄섬에 건립되었다. 필리핀 전역의 많은 랜드마크와 기간시설들이 마젤란의 이름을 가지고 있다. 대부분 스페인어 스펠링 ‘마갈라네스’를 사용하며, 또한 필리핀 사람들의 성으로도 널리 사용된다.
술루 제도의 주민들은 라푸라푸가 타우수그 족의 무슬림이라고 믿고 있다.

## 전설
현지 원주민들의 전설에 의하면, 라푸라푸는 죽지 않고 돌로 변했으며, 그후로 막탄의 바다를 수호하고 있다고 한다. 그 섬 도시의 어부들은 추장의 영토에서 어로에 대한 허락을 구하는 사람처럼 그 돌에 동전을 던지곤 했다.
원주민들에 의해 전해져 내려오는 또 다른 신화는 시청 광장 중앙의 기단에 서 있는 라푸라푸 동상에 관한 것이었다. 그 동상은 시청 건물을 바라보고 있었으며, 그곳에서 시장은 업무를 보곤 했다. 그 동상은 크로스보우로 적을 쏘는 자세를 취하고 있었다. 그 도시의 미신을 믿는 일부 사람들은 세 명의 시장이 연속으로 심장마비로 사망하자 크로스보우를 검으로 바꾸자고 제안을 했다고 한다.
또 다른 전설에서는 라푸라푸가 그 전투 이후 막탄을 떠나 산에 들어가서 살았다고 한다.